# 751

## Události
- langobardský král Aistulf dobývá Ravennu, poslední baštu Byzance v Itálii (konec Ravennského exarchátu)
- Pipin III. Krátký, majordomus, se v Soissons nechává korunovat králem Franské říše a zakládá tak novou dynastii Karlovců.

## Hlavy států
- Papež – Zachariáš
- Byzanc – Konstantin V. Kopronymos
- Franská říše – Childerich III. (743–751) » Pipin III. Krátký (751–768)
  - Neustrie – Pipin III. Krátký (majordomus) (741–751)
  - Austrasie – Pipin III. Krátký (majordomus) (747–751)
- Anglie
  - Wessex – Cuthred
  - Essex – Svvithred
  - Mercie – Æthelbald
- První bulharská říše – Sevar